# Tsjecho-Slowaakse Nationale Democratie

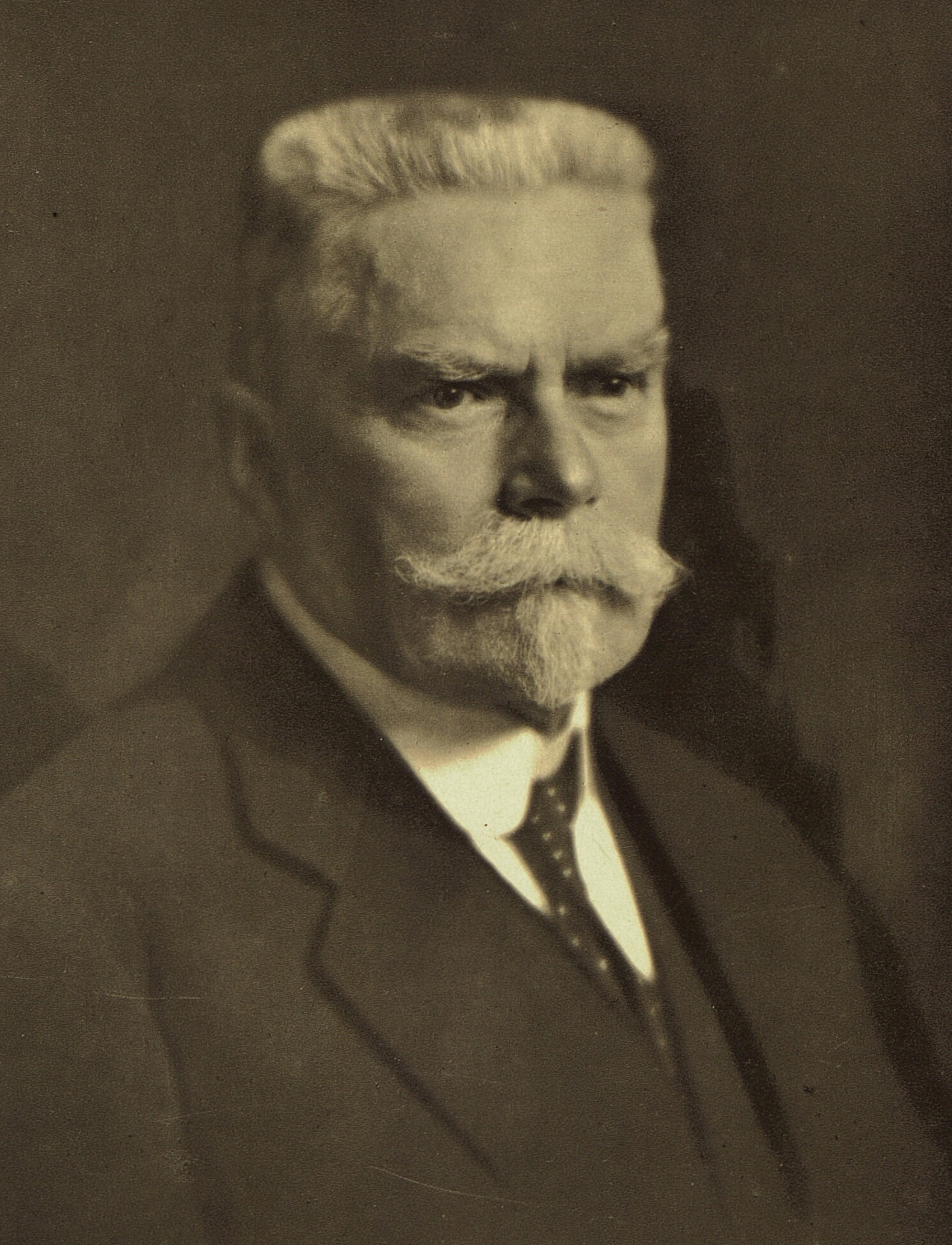
Partijleider Dr. Karel Kramář

Logo van Nationale Eenwording

De politieke partij Tsjecho-Slowaakse Nationale Democratie (Tsjechisch: Československá národní demokracie, Č(s)ND) bestond van 1919 tot 1934 en werd gedurende haar gehele bestaan geleid door Karel Kramář (1860-1937). De ČND gold als een nationaal-conservartieve en rechtse partij. De opvolger van de ČND droeg de naam Nationale Eenwording (Národní sjednocení) en bestond tot 22 oktober 1938.

## Geschiedenis
De partij kwam voort uit verschillende Tsjechische partijen die ten tijde van de Dubbelmonarchie een belangrijke rol speelden in de politieke bewustwording van de Tsjechen. Karel Kramář, de oprichter van de partij, was een even bekend Tsjechisch nationalist als Tomáš Masaryk (1850-1937) en bij de vorming van de Tsjecho-Slowaakse republiek (november 1918) benoemde hij Kramář tot premier van een voorlopige regering (november 1918-juli 1919). Na zijn premierschap wijdde Kramář zijn werkzaamheden aan de opbouw van de ČND, die aanvankelijk de naam Tsjecho-Slowaakse Constitutionele Partij (ČStD) droeg (1918-1919). Onder Kramář's leiderschap streefde de partij naar klassenharmonie, een seculiere staat en Tsjechisch nationalisme. De antisocialistische koers die Kramář voer, stuitte op verzet van de linkervleugel, die zich in 1925 afscheidde. De ČND was voorstander van een unitair Tsjecho-Slowakije en tegenstander van het verlenen van autonomie aan de verschillende minderheden in het land. Panslavisme maakte deel uit van de partij-ideologie. Met regelmaat maakte de ČND gedurende haar bestaan deel uit van de brede coalitieregeringen.
In 1934 fuseerde de ČND met twee marginale partijen tot de partij Nationale Eenwording (Národní sjednocení). De nieuwe partij werkte samen met extreemrechtse en fascistische partijen. Nationale Eenwording ging in 1938 op in de Partij voor Nationale Eenheid (Strana národní jednoty).

## Vakbond
De vakbond van de partij droeg de naam Nationale Vereniging van Vakwerkorganisaties (Národní sdružení odborových organizací) en was numeriek vrij sterk.

## Verkiezingsresultaten

### Kamer van Afgevaardigden
| Jaar | %     | Zetels   | +/-   |
| ---- | ----- | -------- | ----- |
| 1920 | 6,25% | 19 / 281 | NIEUW |
| 1925 | 4,1%  | 13 / 300 | 6     |
| 1929 | 4,9%  | 15 / 300 | 2     |
| 1935 | 5,6%  | 17 / 300 | 2     |

### Senaat
| Jaar | %     | Zetels   | +/-   |
| ---- | ----- | -------- | ----- |
| 1920 | 6,78% | 10 / 142 | NIEUW |
| 1925 | 4,2%  | 7 / 150  | 3     |
| 1929 | 5%    | 8 / 150  | 1     |
| 1935 | 5,6%  | 9 / 150  | 1     |